# Германско-гондурасские отношения
Германо-гондурасские отношения — двусторонние дипломатические отношения между Германией и Гондурасом.

## История

### Первая мировая война
С началом войны Гондурас провозгласил нейтралитет. Однако отношения Гондураса и Германии ухудшились из-за провозглашённой немцами неограниченной подводной войны. В мае 1917 года появились сообщения о том, что банановая лодка «Standard Fruit» была обстреляна и потоплена немецкой канонерской лодкой время рейса между Ла-Сейбой и Новым Орлеаном, что побудило президента Гондураса Франсиско Бертрана разорвать дипломатические отношения с Германией. Гондурас закрыл все консульства Германии, в том числе в Пуэрто-Кортесе, Ла-Сейбе и Трухильо,  выслал немецких дипломатов, а также ввёл военное положение. Германия была заинтересована в прогерманском перевороте, и имела на территории Гондураса имелись обширные немецкие шпионские сети. 19 июля 1918 года Гондурас объявил войну Германии, тем самым вступил в конфликт на стороне Антанты.

### Вторая мировая война
8 декабря 1941 года после японского нападения на Пёрл-Харбор Гондурас вновь объявил войну Германии и её союзникам. ВВС Гондураса патрулировали берега Центральной Америки, сообщая союзникам об обнаружении немецких подлодок. Во время войны погибли двое пилотов ВВС Гондураса.

### После Второй мировой войны
Гондурас поддерживал отношения с двумя Германиями: и с Федеративной Республикой Германии с 1950 года и с Германской Демократической Республикой с 1975 года, причем с восточной Германией отношения были гораздо менее интенсивные чем с западной. 20 января 1960 года Гоб установлены дипломатические отношения с Федеративной Республикой Германии, в то время как дипломатических отношений с ГДР не было. После объединения Германии, отношения с объединенной Германией продолжились.
На данный момент сотрудничество в области развития между Гондурасом и Германией носит широкомасштабный характер и охватывает большое количество институтов. В будущем, после истечения срока двустороннего сотрудничества в области развития к концу 2023 года, планируется расширение регионального сотрудничества, которое будет включать партнерство с Центральноамериканской интеграционной системой  и Центральноамериканским банком экономической интеграции, расположенным в Тегусигальпе. С 1961 года Германия предоставила в общей сложности почти 600 миллионов евро в виде двустороннего финансирования программ технического и финансового сотрудничества. Это делает ФРГ одной из крупнейших стран-доноров, наряду с США, Испанией, Японией и Канадой. Страны  сотрудничают в области образования, а также охране окружающей среды и сохранение ресурсов, в том числе и в устойчивом использование природных ресурсов и защите климата. В этих областях Германия считается признанным и влиятельным партнером Гондураса. В рамках регионального взаимодействия основное внимание уделяется профилактике насилия среди молодежи и возобновляемым источникам энергии, а также энергоэффективности. Кроме того, большое количество микропроектов, начиная от строительства новых школ и заканчивая проведением курсов повышения квалификации, помогают улучшить условия жизни в различных районах страны.

## Торговля
Германия является самым важным торговым партнером Гондураса в ЕС, основным покупателем гондурасского кофе и ведущим импортером текстиля, произведенного в Гондурасе. Наиболее важными товарами немецкого экспорта в Гондурас являются электрооборудование, химическая и пластмассовая продукция, двигатели и автомобили, скобяные изделия и листовой металл. Гондурас имеет положительное сальдо торгового баланса по отношению к Германии.

## Дипломатические представительства
- Гондурас имеет посольство в Берлине и 3 консульства — в Дуйсбурге, Гамбурге и Мюнхене[5].
- Германия имеет посольство в Тегусигальпе и генеральное консульство в Сан-Педро-Сула[6].